# توکای طوق‌حنایی
توکای طوق‌حنایی (نام علمی: Turdus rufitorques) نام یک گونه از سرده توکای حقیقی است.